# Клинтонский инженерный завод
Клинтонский инженерный завод (англ. Clinton Engineer Works, CEW) — подразделение Манхэттенского проекта; производственный комплекс, занимавшийся во время Второй мировой войны обогащением урана для первых образцов атомного оружия, именно здесь был наработан уран для бомбы «Малыш», сброшенной на Хиросиму в 1945 году. Этот секретный завод для изготовления экспериментальных изделий находился в Ок-Ридже в западной части штата Теннесси, США, в 29 км западнее Ноксвилля и в 13 км южнее Клинтона, по имени которого и был назван.
Строители, сооружавшие K-25 и другие станции, проживали в общине под названием Хэппи Вэлли (англ. Happy Valley, «счастливая долина»). Это временное поселение было построено Армией США в 1943 году и вмещало 15 000 человек в жилых прицепах.
Для штата производственных сотрудников был основан городок Ок-Ридж. Численность эксплуатационного персонала достигла цифры в 50 000 человек сразу после войны. Численность строительных рабочих достигала 75 000, а общая численность персонала — 80 000 человек. Община была сегрегирована: темнокожие рабочие жили только в Гэмбл Вэлли (англ. Gamble Valley, «азартной долине»), в однокомнатных хижинах, построенных правительством.

## История
К середине 1942 года геодезическая команда инженерной компании Stone & Webster исследовала возможности размещения производственных объектов и рекомендовала несколько мест рядом с Ноксвиллем в Теннесси, в обособленной территории, куда Управление Теннесси-Вэлли могло бы поставлять электроэнергию, а реки обеспечивали охлаждение реакторов. В июне 1942 года главный инженер Манхэттенского инженерного округа Джеймс Маршалл и его заместитель Николс Кеннет одобрили размещение здесь производственного комплекса. Характеристика Места X, или Места Ок-Ридж, звучала следующим образом:

…всем необходимым требованиям для будущих атомных станций; изолированная местность, хорошо снабжённая электроэнергией и водой, почти безлюдная, хороший доступ по автомобильной и железной дороге, умеренный климат, который позволяет вести работу на открытом воздухе круглый год.
Эта часть тихой сельской местности называлась Блэк Ок-Ридж и располагалась к северу от пяти основных хребтов (англ. ridges) вдоль извивающейся реки Клинч-Ривер, покрытых дубами (англ. oak) и соснами. Это была зеленеющая, красивая деревенская природа с покатыми холмами, покрытая кизилом и полная куропаток и оленей. К востоку располагались горы Грейт Смоки Маунтанс, а к западу — Камберленд Маунтанс.
Оригинальный текст (англ.)... all the necessary requirements for the future atomic plants; an isolated area with plenty of electric power, abundant water supply, almost no population, good access by road and train, and a mild climate that permitted outdoor work the year round.

This portion of the quiet rural area was called Black Oak Ridge and was the northernmost of five principal oak- and pine-covered ridges around the meandering Clinch River. It was a verdant, beautiful countryside with rolling hills covered with dogwood and full of partridge and deer. To the east were the Great Smoky Mountains, to the west the peaks of the Cumberland Mountains.

Несмотря на это, Маршалл отложил покупку места по крайней мере до подтверждения возможности осуществления цепной ядерной реакции. Однако Лесли Гровс, занявший 17 сентября 1942 года должность военного руководителя Манхэттенского проекта, уже 19 сентября одобрил приобретение 52 000 акров требуемой земли. 

## Производственные объекты

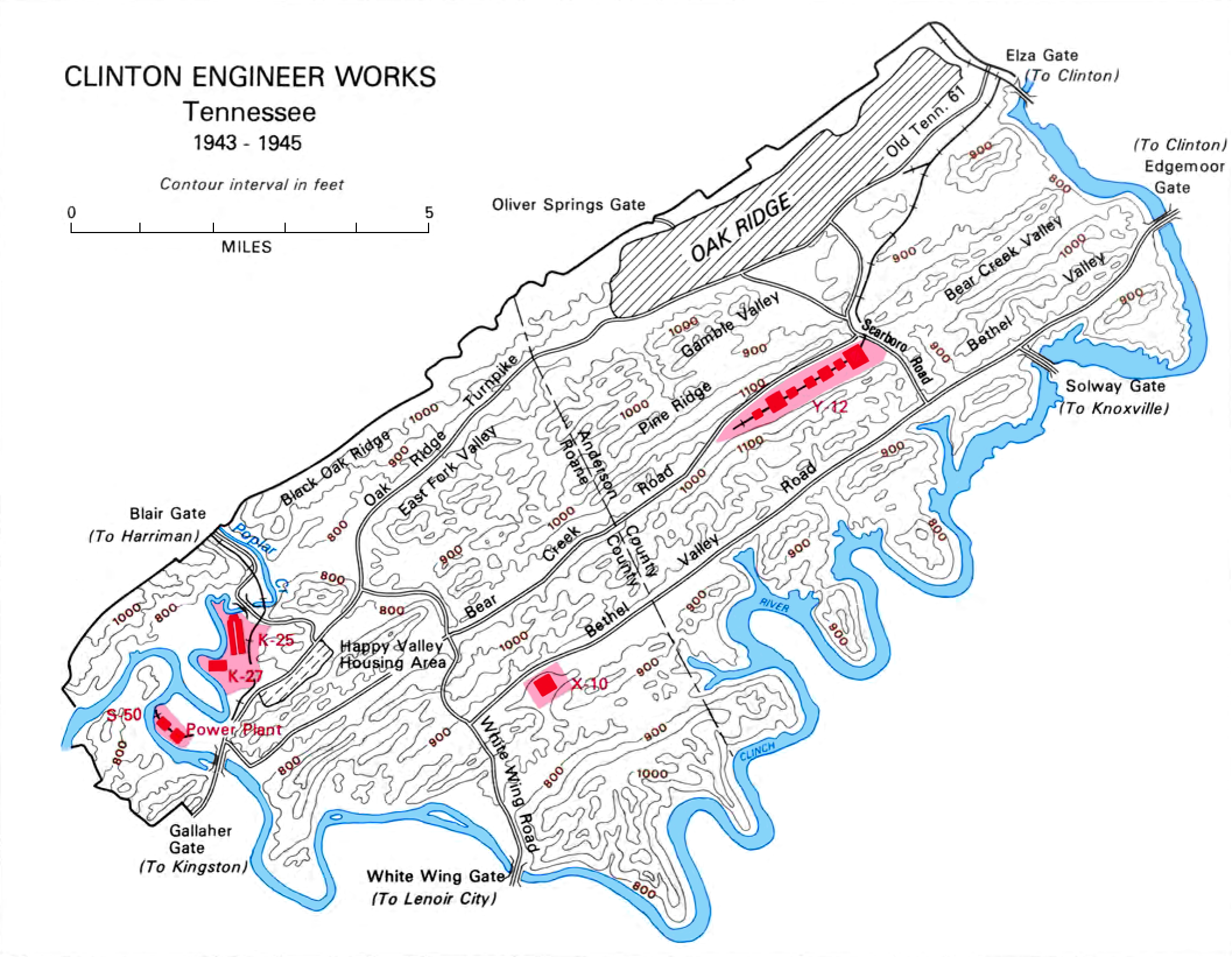
Карта объектов Клинтонского инженерного завода

Основными объектами Клинтонского комплекса, на котором производилось обогащение ядерного топлива, были:
Графитовый реактор X-10
Основной задачей реактора была наработка плутония для исследовательских проектов в Лос-Аламосской лаборатории и испытания процедур очистки ядерного топлива. Кроме того, X-10 использовался для обучения персонала для последующей работы на промышленных реакторах, для разработки новых инструментов, а также для проведения испытаний радиационной защиты.
Y-12
Станция предназначалась для электромагнитного разделения изотопов и начала свою работу в ноябре 1943 года. В настоящее время именуется Центром национальной безопасности Y-12, на нём производится хранение и ремонт в рамках программы управления ядерным арсеналом.
K-25
Центр разделения методом газовой диффузии. Первые испытания станции прошли в апреле 1944 года, а в августе началось массовое производство. В силу особенностей метода она оказалась самой энергозатратной среди других объектов Манхэттенского проекта.
S-50
Станция разделения изотопов методом термодиффузии. Производство на станции началось в октябре 1944 года.